# Demang
Demang is een bestuurslaag in het regentschap Sarolangun van de provincie Jambi, Indonesië. Demang telt 525 inwoners (volkstelling 2010).